# ایزومی‌زاکی، فوکوشیما
ایزومی‌زاکی، فوکوشیما (به لاتین: Izumizaki, Fukushima) یک منطقهٔ مسکونی در ژاپن است که در استان فوکوشیما واقع شده‌است. ایزومی‌زاکی ۳۵٫۴۰ کیلومترمربع مساحت و ۶٬۵۴۶ نفر جمعیت دارد.